# Dominique Serra
Dominique Serra (Montpellier, 1286 ca. – Montpellier, 9 luglio 1348) è stato un cardinale francese; il nome viene riportato anche come Domingo Serrano, Dominique Serane e Domenico Serra o Serrano.

## Biografia
Entrò in giovane età nell'Ordine di Santa Maria della Mercede nel convento di Montpellier. Ottenne il dottorato in legge canonica. In seguito divenne professore di diritto canonico alla Sorbona di Parigi e alla Università di Tolosa.
Nel 1333 fu inviato in ambasceria ad Avignone per confermare al papa la disponibilità del re di Francia alla partecipazione alla progettata crociata che avrebbe dovuto  iniziare nel giro di tre anni. Il 17 aprile (o il 23 giugno) 1345 papa Clemente VI lo nominò maestro generale dell'ordine. Visitò i vari monasteri dei Mercedari, insistendo sull'osservanza delle regole dell'ordine, il riscatto dei prigionieri dei saraceni e la cultura. Fu un  rinomato giureconsulto dei suoi tempi.
Fu creato cardinale presbitero nel concistoro del 29 (28 secondo altre fonti) maggio 1348 con il titolo di Santa Maria in Trastevere.
Morì il 9 luglio 1348 a causa della peste a Montpellier.